# 21 Dywizjon Artylerii Przeciwpancernej

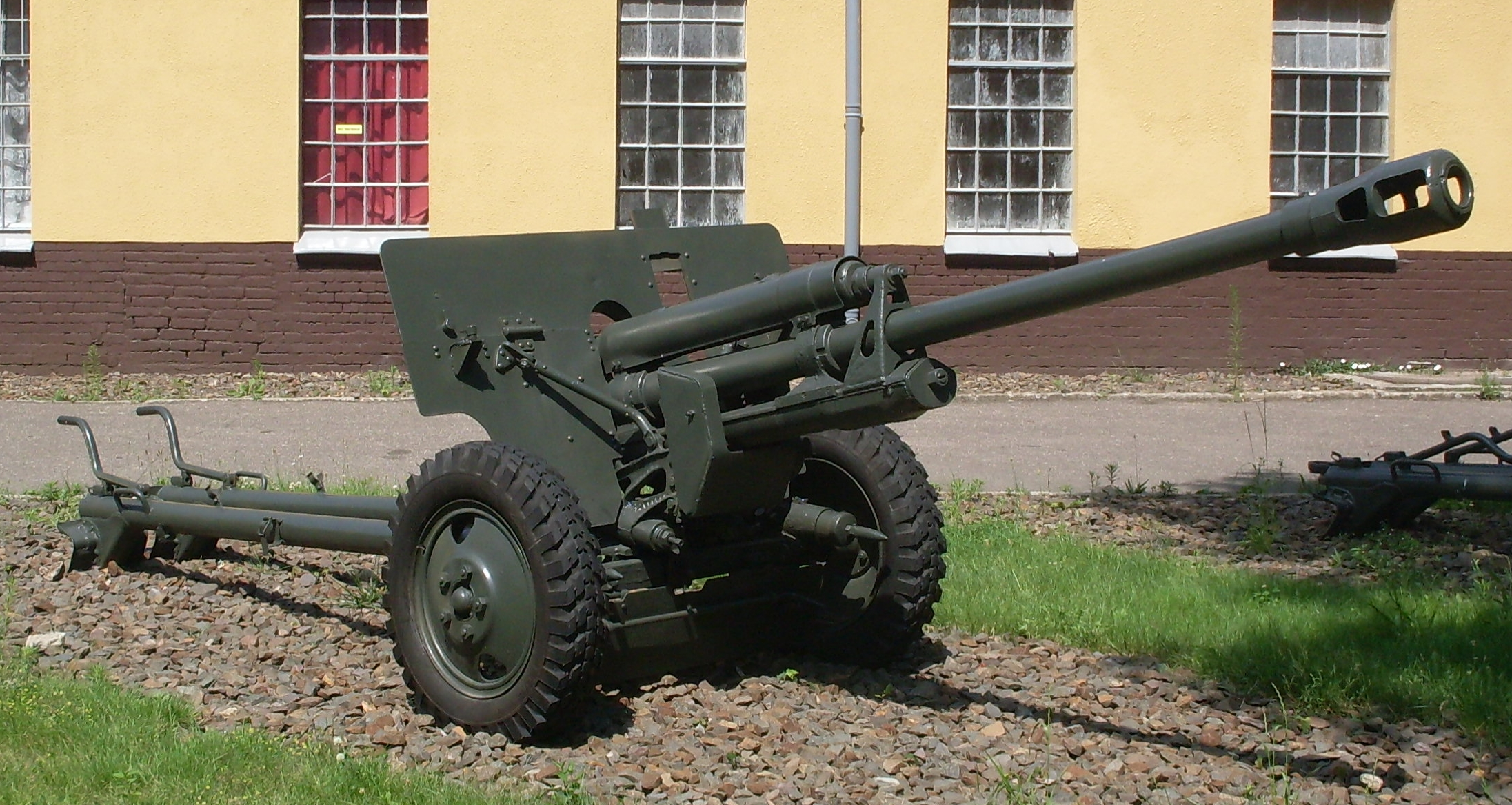
76 mm armata wz. 1942 (ZiS-3)

21 dywizjon artylerii przeciwpancernej (21 dappanc) – pododdział artylerii przeciwpancernej ludowego Wojska Polskiego.

## Formowanie i zmiany organizacyjne
Dywizjon został sformowany w 1945 roku, w składzie 18 Dywizji Piechoty, na bazie rozformowanej 14 Brygady Artylerii Przeciwpancernej. Stacjonował w garnizonie Suwałki, a później w Szlaga i Giżycko. Z dniem 2 września 1952 roku dyon został podporządkowany dowódcy 22 Dywizji Piechoty. Jesienią 1955 roku, po rozformowaniu 22 DP, został podporządkowany dowódcy 8 Korpusu Armijnego. W 1956 roku dyon został rozformowany.

## Struktura organizacyjna
- Dowództwo i sztab
- pluton dowodzenia
- trzy baterie armat przeciwpancernych
  - dwa plutony ogniowe po 2 działony

Razem według etatu 2/79 w 1949: 164 żołnierzy i 12 armat 76 mm ZiS-3